# Laver Cup de 2021
A Laver Cup de 2021 foi a 4ª edição do torneio entre as equipes da Europa e do resto do mundo do tênis masculino.
O Time Europa foi campeão pela quarta vez, vencendo oito jogos de nove, sem haver a necessidade dos três jogos de simples no terceiro dia.
A edição em Boston, originalmente programada para setembro de 2020, foi adiada devido à pandemia de COVID-19, a fim de evitar se sobrepor ao Torneio de Roland Garros de 2020, que foi remarcado e disputado excepcionalmente entre setembro e outubro. Aconteceu um ano depois.

## Participantes
| Time Europa                  | Time Europa        |
| ---------------------------- | ------------------ |
| Capitão: Björn Borg          |                    |
| Vice-capitão: Thomas Enqvist |                    |
| Ranking                      | Jogador            |
| 2                            | Daniil Medvedev    |
| 3                            | Stefanos Tsitsipas |
| 4                            | Alexander Zverev   |
| 5                            | Andrey Rublev      |
| 7                            | Matteo Berrettini  |
| 10                           | Casper Ruud        |
| 110                          | Feliciano López    |
| 28                           | Cameron Norrie     |

| Time Mundo                    | Time Mundo            |
| ----------------------------- | --------------------- |
| Capitão: John McEnroe         |                       |
| Vice-capitão: Patrick McEnroe |                       |
| Ranking                       | Jogador               |
| 11                            | Félix Auger-Aliassime |
| 12                            | Denis Shapovalov      |
| 15                            | Diego Schwartzman     |
| 19                            | Reilly Opelka         |
| 22                            | John Isner            |
| 95                            | Nick Kyrgios          |
| 164                           | Jack Sock             |
| 31                            | Lloyd Harris          |

|  | Alternate |

- Baseado no ranking de simples de 20 de setembro de 2021

## Jogos
No dia 1, cada vitória vale 1 ponto; no 2, 2 pontos; no 3, 3 pontos. A primeira equipe com 13 pontos conquista o torneio.
| Dia | Data   | Modalidade | Jogador visitante (Mundo)      | Jogador mandante (Europa)          | Resultado          | Placar geral |
| --- | ------ | ---------- | ------------------------------ | ---------------------------------- | ------------------ | ------------ |
| 1   | 24-set | Simples    | Reilly Opelka                  | Casper Ruud                        | 3–6, 46–7          | 0–1          |
| 1   | 24-set | Simples    | Félix Auger-Aliassime          | Matteo Berrettini                  | 36–7, 5–7, [8–10]  | 0–2          |
| 1   | 24-set | Simples    | Diego Schwartzman              | Andrey Rublev                      | 6–4, 3–6, [9–11]   | 0–3          |
| 1   | 24-set | Duplas     | John Isner Denis Shapovalov    | Matteo Berrettini Alexander Zverev | 4–6, 26–7, [10–1]  | 1–3          |
| 2   | 25-set | Simples    | Nick Kyrgios                   | Stefanos Tsitsipas                 | 3–6, 4–6           | 1–5          |
| 2   | 25-set | Simples    | John Isner                     | Alexander Zverev                   | 56–7, 7–66, [5–10] | 1–7          |
| 2   | 25-set | Simples    | Denis Shapovalov               | Daniil Medvedev                    | 4–6, 0–6           | 1–9          |
| 2   | 25-set | Duplas     | John Isner Nick Kyrgios        | Andrey Rublev Stefanos Tsitsipas   | 7–68, 3–6, [4–10]  | 1–11         |
| 3   | 26-set | Duplas     | Reilly Opelka Denis Shapovalov | Andrey Rublev Alexander Zverev     | 2–6, 7–64, [3–10]  | 1–14         |
| 3   | 26-set | Simples    | Félix Auger-Aliassime          | Alexander Zverev                   | não jogado         |              |
| 3   | 26-set | Simples    | Diego Schwartzman              | Daniil Medvedev                    | não jogado         |              |
| 3   | 26-set | Simples    | John Isner                     | Stefanos Tsitsipas                 | não jogado         |              |